# Matthew Liard
Pour les articles homonymes, voir Liard.

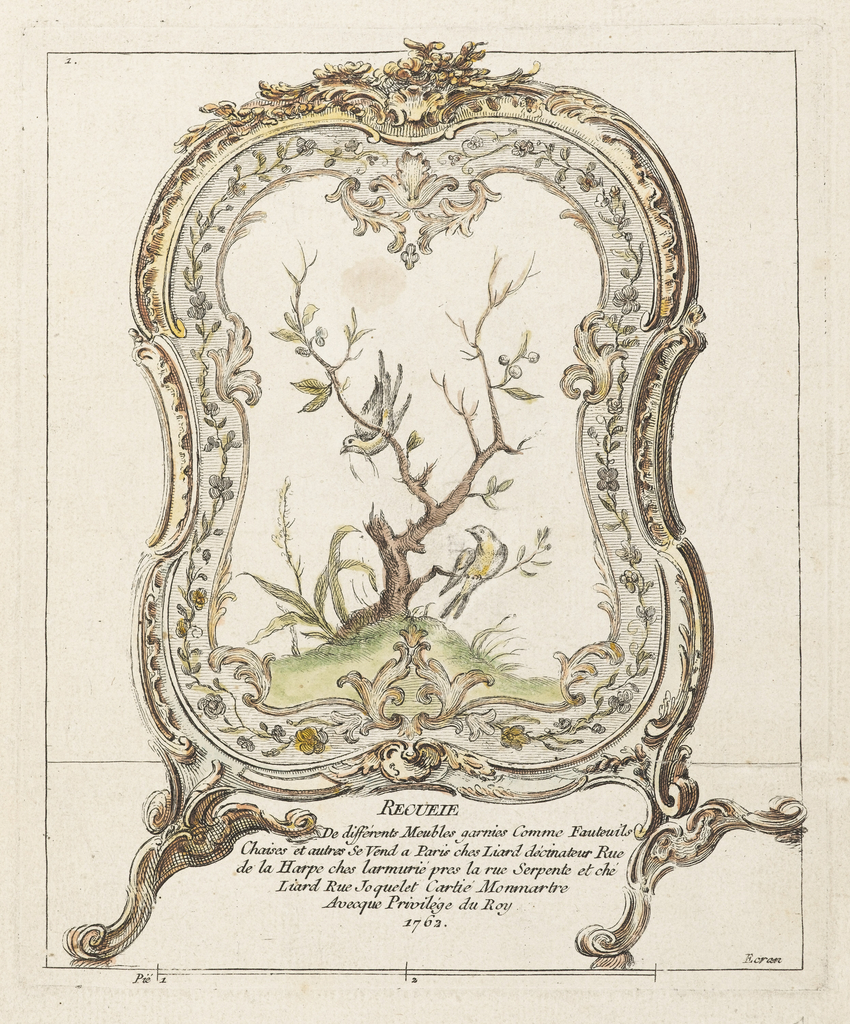
Titre original :Recueie De différents Meubles garnies Comme Fauteuils Chaises et autres Se Vend a Paris ches Liard décinateur Rue de la Harpe ches larmurie pres la rue Serpente et ché Liard Rue Joquelet Cartié Monmartre Avecque Privilége du Roy 1762.par Matthew Liard, 1762.

Matthew Liard (ou Matthew Liart ou Mathieu Liart), né en 1736 à Londres et mort vers 1782 dans la même ville, est un graveur au burin anglais.

## Biographie
Matthew Liard naît en 1736 à Londres de parents français.
Élève de Ravenet mais aussi des écoles de la Society of Artists et de la Royal Academy, Matthew Liart travaille surtout pour John Boydell. Il produit surtout des gravures de reproduction d'après les maîtres italiens et anglais.
Son travail est conservé dans la collection du Cooper–Hewitt, Smithsonian Design Museum.
Il meurt vers 1782 dans sa ville natale.

## Œuvres
- Sacrifice de Noé[1]
- Convention entre Jacob et Laban[1]
- Vénus pleurant la mort d'Adonis[1]
- Céphale pleurant la mort de Procris[1]
- Recueil de différents meubles[1]
- Le Jeune Villageois de bonne humeur[1]